# Mario Didò
Mario Didò (Livry-Gargan, 16 novembre 1926 – Varese, 4 dicembre 2007) è stato un sindacalista e politico italiano, esponente del Partito Socialista Italiano e poi dei Socialisti Democratici Italiani, già parlamentare europeo.

## Biografia
Dopo l'invasione della Francia da parte dei tedeschi, nel 1941 la famiglia lascia Livry, e ritorna in Italia.
Nel 1942, ancora quindicenne, viene assunto come operaio meccanico dalla ditta "Secondo Mona" di Somma Lombardo (Va). Caduto il fascismo si distingue per la sua attività politica, sia in fabbrica come segretario del "nucleo aziendale socialista", sia come dirigente della sezione territoriale del Psi. 
Impegnato nelle lotte sindacali per difendere i lavoratori coinvolti dalla grave crisi che nel dopoguerra colpisce le fabbriche della provincia legate alla produzione bellica (Caproni, SIAI) e quelle del tradizionale settore tessile cotoniero, Didò diventa segretario della Camera del Lavoro di Somma Lombardo, di Gallarate e di Busto Arsizio.
Nel 1952, entra nella Segreteria Provinciale della CCdl di Varese e nel 1959 diventa segretario generale.
Eletto consigliere comunale a Varese fra il 1956 e il 1964, si distingue per la battaglia condotta in quegli anni per la municipalizzazione della SVIT (società privata che gestiva a Varese il trasporto pubblico). Nel 1962 viene eletto vicesegretario nazionale della CGIL. Nel 1969, al Congresso di Livorno, Mario Didò entra in segreteria nazionale della CGIL. Dapprima responsabile dell'ufficio organizzazione, diviene in seguito responsabile della politica internazionale dell'organizzazione, dove introduce nel dibattito interno alla CGIL l'attenzione verso le dinamiche d'integrazione delle economie europee fino ad allora trascurata.
Dal 1971 al 1979 è membro del "Comitato Economico e Sociale" della CEE. Quando la CGIL aderisce alla "Confederazione europea dei Sindacati" (CES) ne diventa membro e nel contempo assume la direzione dell'Ufficio "Economia e lavoro" della CGIL.
Fu eletto deputato europeo alle elezioni europee del 1979, poi confermato nel 1984 e ancora in carica nel biennio 1992-1994, dopo essere subentrato nella terza legislatura in corso, per le liste del PSI. È stato vicepresidente del Parlamento europeo nella legislatura 1984-1989. È stato altresì vicepresidente del Gruppo socialista al PE.
Dopo lo scioglimento del PSI, ha aderito allo SDI, di cui è vice responsabile del dipartimento internazionale e delegato ai rapporti con il Partito del Socialismo Europeo. Col resto del suo partito nel 2006 aderisce alla Rosa nel Pugno.